# Росен Плевнелиев
Ро̀сен Асѐнов Плѐвнелиев е български предприемач, инженер и политик, 4-ти президент на Република България (22 януари 2012 – 22 януари 2017). Министър на регионалното развитие и благоустройството (27 юли 2009 – 9 септември 2011) в първото правителство на Бойко Борисов.
Плевнелиев печели президентските избори през 2011 г. като кандидат-президент на ГЕРБ на балотажа. На втория тур получава 52,56% от подкрепата според междинните резултати от ЦИК. На 19 януари 2012 г. Плевнелиев и Маргарита Попова полагат клетва като президент и вицепрезидент на Република България пред Народното събрание Встъпва в длъжност на 22 януари 2012 г., когато изтича мандатът на президента Георги Първанов.

## Биография

### Произход и образование
Росен Плевнелиев е роден на 14 май 1964 г. в град Гоце Делчев, област Благоевград в семейството на учителите Славка (20 декември 1936 – 16 юли 2017) и Асен Плевнелиеви (27 март 1932 – 1985). Има по-голям брат – Румен (р. 1959). Потомък е на българи бежанци от Плевня, Драмско, преселили се в България през 1913 г. Когато е на десет години, семейството му се премества в Благоевград.
Средното си образование получава в Природо-математическата гимназия в Благоевград, между 1978 и 1982 г. Завършва с отличие гимназията и през 1982 г. заема първо място на националното състезание по компютърно програмиране. По това време Плевнелиев е щатен комсомолски секретар при ОК на ДКМС.
От 1982 г. до 1984 г. отбива редовна военна служба в Школата за запасни офицери в гр. Плевен и в Изчислителния център на Генералния щаб на Българската армия в гр. София.
В периода 1984 – 1989 г. завършва Висшия машинно-електротехнически институт в София, със специалност „изчислителна техника“. Като студент Росен Плевнелиев става член на Българската комунистическа партия и е избран в ръководството на партийната организация във ВМЕИ „Ленин“. Владее немски и английски език.

## Кариера

### Бизнесмен
Веднага след завършване на висше образование започва работа като научен сътрудник в Института по микропроцесорна техника, но политическите промени в България го оставят без работа.
Започва да развива собствен бизнес през 1990 г., когато основава и започва да развива дружеството „Ирис Интернешънъл“ АД – първата строителна фирма в България със сертификат ISO 9001, получен през октомври 1999 г. Фирмата работи на повече от 80 строителни обекта в Германия и участва в изпълнението на довършителни работи на проекти като Райхстага, Комерцбанк – Франкфурт, летище Мюнхен, летище Дюселдорф и др.
Някои от нейните знакови проекти за България са реконструкцията на хотела на „Шератон“ в София, изграждането на централен офис на „БНП Париба“ в София, центъра на „Даймлер-Крайслер“ в София, Бизнес парк София и др.
През 1994 г. основава и управлява „Лин България“ ООД, фирма, специализирана в сухо строителство. След 1998 г. участва в управлението на българските подразделения на германската компания „Линднер“ („Линднер Ирис Имобилиен“, „Ирис Интернешънъл“, „Линднер България“, „Линднер Имобилен Мениджмънт“), работеща в областта на разработването, управлението и инвестициите в недвижими имоти. Ръководи най-големия проект на компанията в страната – Бизнес парк София. Започнат през 1999 г., той е най-големият частно финансиран проект в областта на недвижимите имоти в България и сред най-големите бизнес паркове в Югоизточна Европа. През 2003 г. е започнат и проектът Резиденшъл парк София – жилищен комплекс в близост до Бизнес парк София.
От 2007 г. е член на управителния съвет на „Конфедерация на работодателите и индустриалците в България“. През същата година става член на борда на директорите на „Американска търговска камара“ и член на настоятелството на фондация „За нашите деца“.

### Политическа кариера
След проведените през юли 2009 г. парламентарни избори Росен Плевнелиев е избран за министър на регионалното развитие и благоустройството.

### Президентска кампания (2011)
На 4 септември 2011 г. Росен Плевнелиев е обявен за кандидат-президент на партия ГЕРБ. На 7 септември същата година подава оставка като министър на регионалното развитие и благоустройството, приета от парламента на 9 септември, за да участва пълноценно в изборите. На I-я тур на президентските избори през октомври 2011 г. Плевнелиев печели 1 349 380 гласа (40,11% от действителните гласове), а на II-я тур – 1 698 136 (52,58% от действителните гласове).
| \| Кандидат-президент \| Кандидат-вицепрезидент \| Издигнати от \| Гласове I тур \| % I тур \| Гласове II тур \| % II тур \| \| ----------------------- \| ---------------------------- \| ------------------------------------------- \| ------------- \| --------- \| -------------- \| --------- \| \| Меглена Кунева \| Любомир Христов \| инициативен комитет \| 470 808 \| 14,00% \| \| \| \| Ивайло Калфин \| Стефан Данаилов \| Българска социалистическа партия \| 974 300 \| 28,96% \| 1 531 193 \| 47,42% \| \| Волен Сидеров \| Павел Шопов \| Атака \| 122 466 \| 3,64% \| \| \| \| Стефан Солаков \| Галина Василева \| Национален фронт за спасение на България \| 84 205 \| 2,50% \| \| \| \| Росен Плевнелиев \| Маргарита Попова \| Граждани за европейско развитие на България \| 1 349 380 \| 40,11% \| 1 698 136 \| 52,58% \| \| Румен Христов \| Емануил Йорданов \| Съюз на демократичните сили \| 65 761 \| 1,95% \| \| \| \| Атанас Семов \| Поля Станчева \| Ред, законност и справедливост \| 61 797 \| 1,84% \| \| \| \| Светослав Витков \| Венцислав Мицов \| инициативен комитет \| 54 125 \| 1,61% \| \| \| \| Сали Ибрям \| Валентина Гоцева \| Национално движение „Единство“ \| 41 837 \| 1,24% \| \| \| \| Красимир Каракачанов \| Даниела Симидчиева-Димитрова \| ВМРО - Българско национално движение \| 33 236 \| 0,99% \| \| \| \| Общо: \| Общо: \| Общо: \| 3 593 751 \| 3 593 751 \| 3 334 169 \| 3 334 169 \| \| десница и център левица \| \| \| \| \| \| \| |                              |                                             |               |           |                |           |
| Кандидат-президент | Кандидат-вицепрезидент       | Издигнати от                                | Гласове I тур | % I тур   | Гласове II тур | % II тур  |
| Меглена Кунева | Любомир Христов              | инициативен комитет                         | 470 808       | 14,00%    |                |           |
| Ивайло Калфин | Стефан Данаилов              | Българска социалистическа партия            | 974 300       | 28,96%    | 1 531 193      | 47,42%    |
| Волен Сидеров | Павел Шопов                  | Атака                                       | 122 466       | 3,64%     |                |           |
| Стефан Солаков | Галина Василева              | Национален фронт за спасение на България    | 84 205        | 2,50%     |                |           |
| Росен Плевнелиев | Маргарита Попова             | Граждани за европейско развитие на България | 1 349 380     | 40,11%    | 1 698 136      | 52,58%    |
| Румен Христов | Емануил Йорданов             | Съюз на демократичните сили                 | 65 761        | 1,95%     |                |           |
| Атанас Семов | Поля Станчева                | Ред, законност и справедливост              | 61 797        | 1,84%     |                |           |
| Светослав Витков | Венцислав Мицов              | инициативен комитет                         | 54 125        | 1,61%     |                |           |
| Сали Ибрям | Валентина Гоцева             | Национално движение „Единство“              | 41 837        | 1,24%     |                |           |
| Красимир Каракачанов | Даниела Симидчиева-Димитрова | ВМРО - Българско национално движение        | 33 236        | 0,99%     |                |           |
| Общо: | Общо:                        | Общо:                                       | 3 593 751     | 3 593 751 | 3 334 169      | 3 334 169 |
| десница и център левица |                              |                                             |               |           |                |           |

### Политика след 2017
Росен Плевнелиев работи със Соломон Паси по различни политически проекти по евроатлантическата ориентация на България.
След изборите за 48-ото Народно събрание през октомври 2022 г. Плевнелиев е поканен от лидера на ГЕРБ Бойко Борисов да оглави контактна група, която да направи срещи с всички формации, влезли в състава на новия парламент, за да бъде сформирано правителство. В групата влиза и бившият външен министър и настоящ председател на Атлантическия клуб Соломон Паси. Двамата с Плевнелиев провеждат поредица от срещи с парламентарните групи в 48-то НС, но разговорите за сформиране на кабинет не дават резултат.
През септември 2023 г. Плевнелиев е сред група общественици заедно с Паси, излезли с отворено писмо към политиците в Конституцията изрично да се запише, че България е член на НАТО и ЕС.

## Президент
На 19 януари 2012 г. Росен Плевнелиев полага клетва пред Народното събрание. Веднага след това клетва полага и вицепрезидентът Маргарита Попова. След изтичането на мандата на президента Георги Първанов, на 22 януари 2012 г. при тържествена церемония Росен Плевнелиев встъпва в длъжността президент на Република България.

### Вътрешна политика
Сред основните приоритети в програмата му е отзоваването на посланици на България, сътрудничили на ДС или на РУ-ГЩ в периода 1944 – 1990 г.
Плевнелиев обявява справянето с дефицита на справедливост като приоритет, редом с административната реформа, включително електронното правителство. Изказва се в полза на енергийната ефективност и енергийната независимост.
В резултат на масови национални протести срещу монополите, правителството на премиера Бойко Борисов подава оставка на 20 февруари 2013 г. Съгласно конституцията, президентът Плевнелиев предоставя мандат за съставяне на ново правителство в рамките на действащия парламент последователно на ГЕРБ, БСП и ДПС, но след отказа на всяка от тях да състави правителство, назначава служебно с министър-председател Марин Райков, което встъпва в длъжност на 13 март 2013 г.
Служебното правителство начело с Марин Райков приема наредба, чрез която се въвеждат нови правила за управлението на публични средства. Ограничава се сумата държавни средства, които могат да бъдат депозирани в една банка с цел да се намалят рисковете от загуби от данъци при фалит. Благодарение на този ход в разгара на кризата с Корпоративна търговска банка (КТБ) на българските данъкоплатци са спестени близо 1 млрд. лв.
Росен Плевнелиев съставя второ служебно правителство след подадената оставка на кабинета „Орешарски“ вследствие от общо решение на парламентарно представените партии по време на консултации при президента, проведени на 27 юни 2014 година. Начело на второто служебно правителство, сформирано от независими експерти, е проф. Георги Близнашки. То встъпва в длъжност на 6 август 2014 г. и управлява страната до 7 ноември 2014 г. По време на правителството на Георги Близнашки държавата връща на Българската православна църква собствеността на храм-паметника „Александър Невски“ – акт, който е очакван с години от църквата.
Президентът полага сериозни усилия за постигането на съгласие по основни дългосрочни цели, които са включени в Националната програма за развитие „България 2020“. Росен Плевнелиев многократно заявява, че е жизненоважно да се осигури приемственост в изпълнението на програмата при управлението на различни правителства. През 2016 г. започва и дебатът за формулиране на целите в следващата национална програма до 2030 г.
По време на мандата си Росен Плевнелиев създава нов формат на национални политически консултации, който засилва диалога между президента и Народното събрание. В началото на всяка година от мандата си Плевнелиев обявява т. нар. Месец на политическите консултации. В рамките на консултациите всички парламентарно представени партии представят пред президента своите приоритети. В края на диалога президентът прави обръщение пред всички народни представители от парламентарната трибуна.

### Външна политика
Първото официално посещение в чужбина на Плевнелиев като президент е в Италия, на 29 март 2012 г.
Попитан защо нито веднъж по време на мандата си не е имал посещение в Република Македония, Плевнелиев посочва манипулирането на историята и политиката спрямо България на съседната страна. Според него македонизмът е идеология, която е не само антибългарска, но и антидемократична, като създава напрежение между бъдещите поколения.

## Критики и противоречия
- Докато е под ръководството на Плевнелиев, МРРБ не спазва процедурата по дела, които министърът е завел лично. В резултат на неспазените изисквания интересът на държавата не е защитен и държавата губи две дела, свързани с къмпинг Корал.[21]

- Първото новогодишно обръщение на Плевнелиев към нацията в качеството му на президент на републиката, по случай настъпването на 2013 г., е белязано от куриозен случай, свързан с една от снимките, използвана, за да илюстрира речта му. По времето, когато президентът говори за красотата на българската природа, до него се появява изображение на Скалистите планини в Колорадо, САЩ.[22][23][24] Новогодишното послание на президента в коментари получава одобрение.[25] Ден след новогодишния празник от Българската национална телевизия излизат с изявление, че „при изготвянето на клипа, подборът на показваните снимки е извършен съвместно от екипите на БНТ и пресцентъра на президентството“.[26] В свое изявление три дни по-късно обаче президентът посочва, че екипът му е отговорен единствено за концепцията, а „гафът“ е допуснат при техническата реализация от страна на националната телевизия.[27]

## Семейство и личен живот
Росен Плевнелиев встъпва като президент с втория си брак с втората си съпруга Юлияна, с която се жени през 2000 година, и с която имат трима синове., но при спешен случай първият му син е приет на 14 години в детско отделение на Националната кардиологична болница на 7 август 2015 г. вечерта с влошено здравословно състояние вследствие от проблеми със сърцето. Детето умира на 8 август 2015 година от усложнение на проблеми на аортата.
Няма деца от първия си брак с Вероника Кавракова.
Росен Плевнелиев се развежда с Юлияна Плевенлиева през 2017 година. По-късно през същата година обявява връзката си с Десислава Банова, за която е сгоден от март 2018 година, а на 17 юни 2018 година в София е регистриран техният брак. На 1 октомври 2018 г. Десислава Банова ражда син.

## Награди и отличия
- 2012 г. – „Голям кръст на Ордена на Спасителя“ (Гърция);[31]
- Политик на годината 2011 г. и 2012 г.;
- 2014 г. – „Орден на Белия орел“ (Полша)[32] в знак на признание за приноса на държавния глава за активния двустранен диалог и развитието на партньорството между Република България и Република Полша;
- 2015 г. – „Европейска личност на годината в Югоизточна и Централна Европа“, присъдена за изключителни заслуги за стабилизиране и подобряване на отношенията между европейските държави и особено между съседите на Балканите;
- 2015 г. – „Личност на годината“ на Украйна, за обществена и политическа дейност в европейски и международен план;
- 2016 г. – „Орден на националния флаг“ на Република Албания за приноса си за развитието на приятелските отношения между народите на България и Албания;
- 2016 г. – най-високото държавно отличие на Молдова „Орден на Републиката“;
- 2016 г. – „Голям кръст на Унгарския орден с огърлие и звезда със златисти лъчи“ на Унгария;
- 2018 г. – почетен рицар и носител на орден „Св. Георги“ (Австрия);[33]
- „ERI prix“ на Провинция Долна Австрия и Дунавския университет Кремс (Германия) за заслуги към съхранението на многообразието и равнопоставеността на регионите по пътя към обединена Европа;
- „Голяма звезда на Почетния знак за заслуги" (Австрия) – за принос към развитието на двустранните отношения между Република България и Република Австрия;
- „Орден на Южния кръст“ (Бразилия) за приноса за развитието на приятелските отношения между Република България и Федеративна република Бразилия;
- „Двоен бял кръст“ (Словакия) първа степен за приноса в развитието на отношенията със Словашката република и за укрепване позициите на страната в международните отношения;
- Огърлие на ордена „Макарий III“ (Кипър), за принос за изграждане на отличните отношения между Република България и Република Кипър и за тяхното развитие и задълбочаване;
- „Орден за изключителни заслуги“ на Република Словения за приноса му за мирното, демократично и европейско развитие на държавите от региона и в знак на признателност за дейността му за задълбочаване на сътрудничеството между България и Словения;
- „Златният кръст със звезда на Почетния знак за заслуги към Федерална провинция Долна Австрия“;
- Орден „Звезда към Кръста на св. Леополд на манастира Клостернойбург“, Австрия;
- Орден на Сао Пауло за заслуги за развитие на индустрията в международен мащаб;
- Степен Доктор хонорис кауза на Македонския университет в Солун, Гърция;
- Степен Доктор хонорис кауза на университета „Сункюнкуан“ в Сеул, Южна Корея;
- Степен Доктор хонорис кауза на Държавния университет в Баку, Република Азербайджан[34]
- Командир на Ордена на Почетния легион (Франция, 2018)